# HD 169405
HD 169405，又名CD-4812505，SAO 229021、HR 6894，是一颗恒星，视星等为5.46，位于銀經346.61，銀緯-16.02，其B1900.0坐标为赤經18h 19m 18.1s，赤緯-48° -16.02′ 18″。